# Torreya grandis
Torreya grandis (cây phỉ, 榧树 - phỉ thụ) là một loài thực vật hạt trần trong họ Taxaceae. Loài này được Fortune ex Lindl. mô tả khoa học đầu tiên năm 1857.